# Bahía Nassau
Bahía Nassau es una profunda entrada de mar del extremo sudeste del océano Pacífico, rodeada por islas del sector sudeste del archipiélago de Tierra del Fuego, en el extremo sur de Chile.
Administrativamente, pertenece a la comuna de Cabo de Hornos, en la Provincia Antártica Chilena; que a su vez es parte integrante de la Región de Magallanes y de la Antártida Chilena.

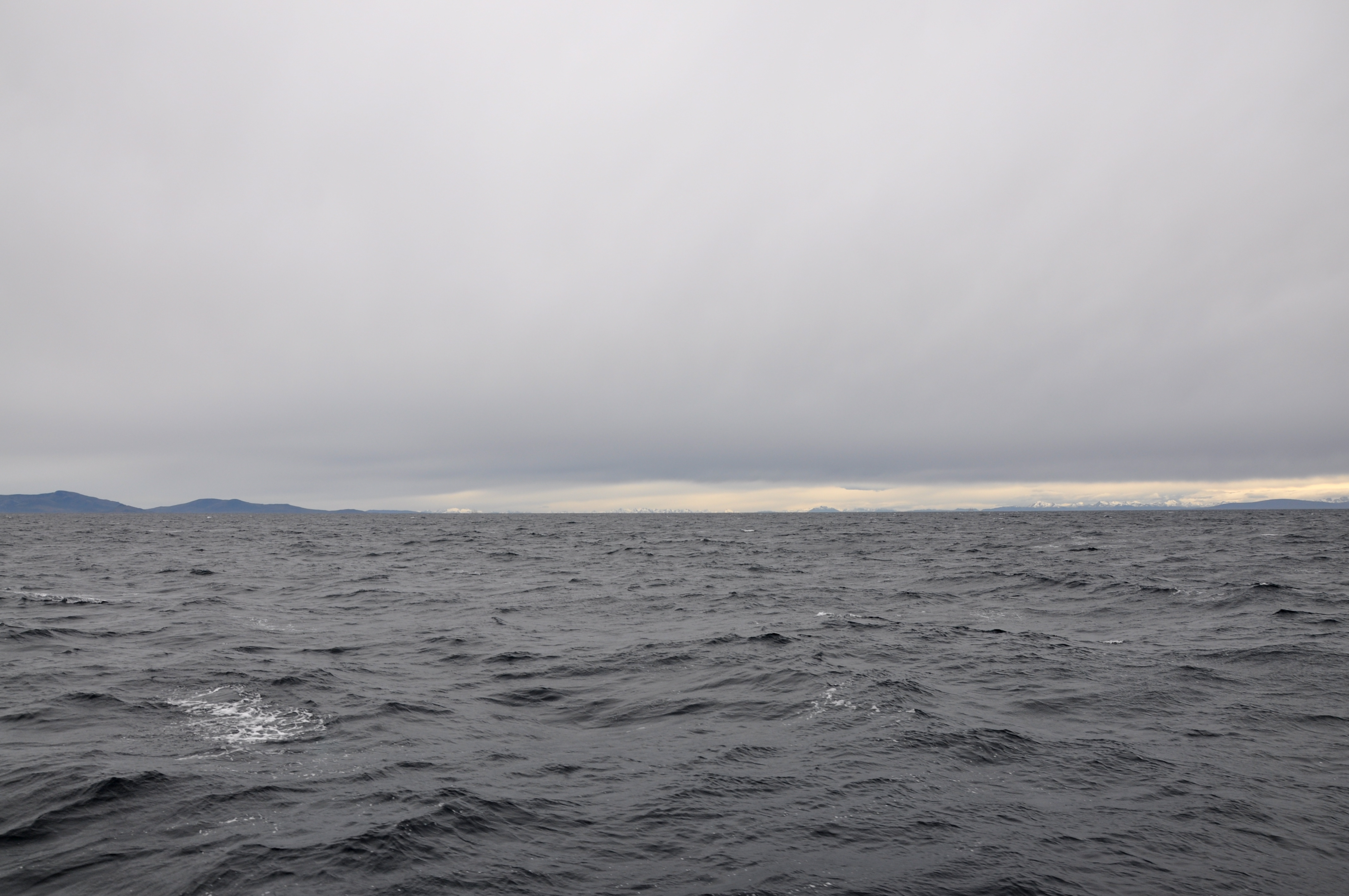
Una vista de Bahía Nassau desde el mar.

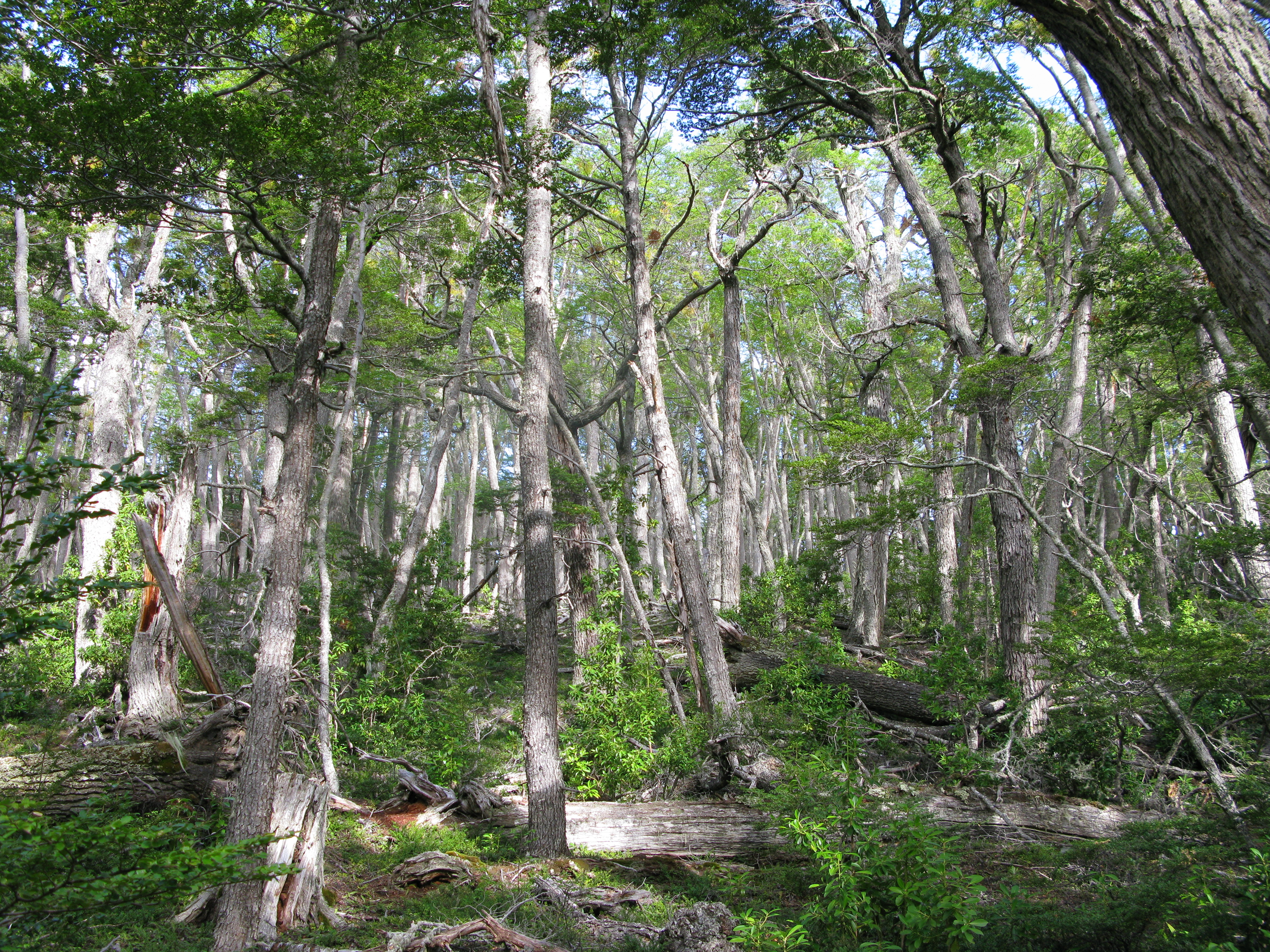
El bosque de lengas cubre algunos sectores de las costas de la bahía Nassau, en el sur de la isla Navarino.

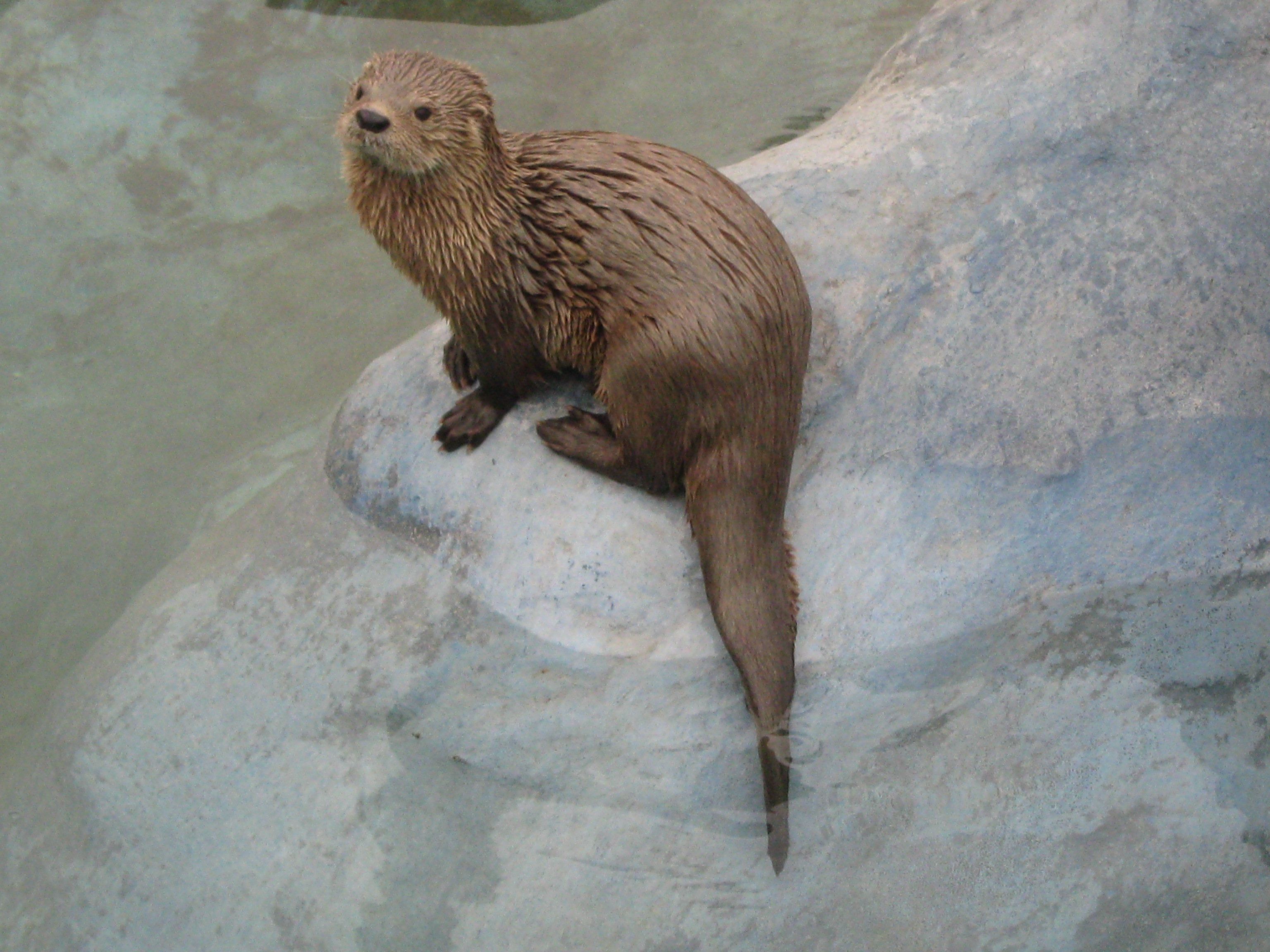
chungungo.

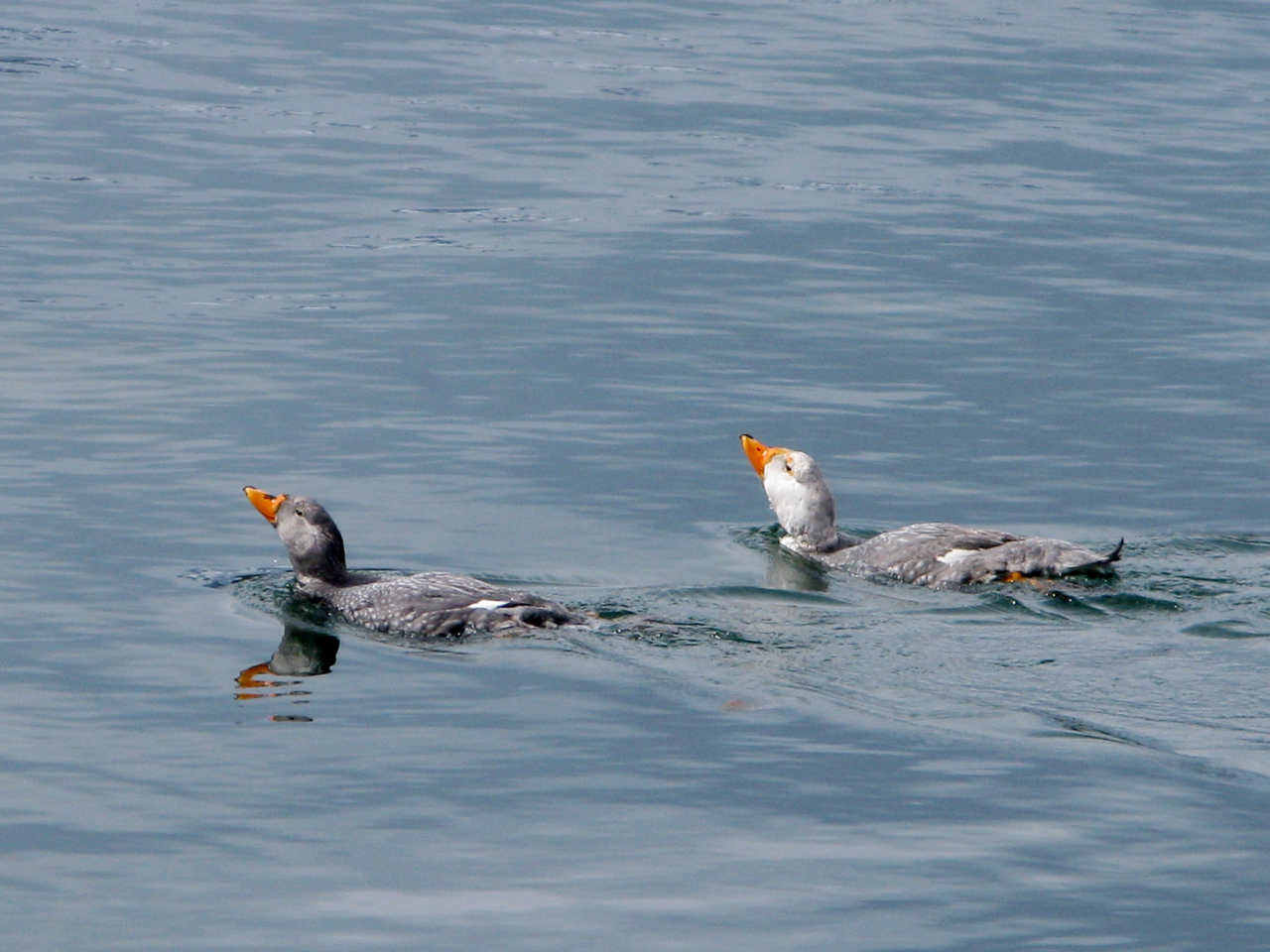
Pareja de Patos vapor del Pacífico.

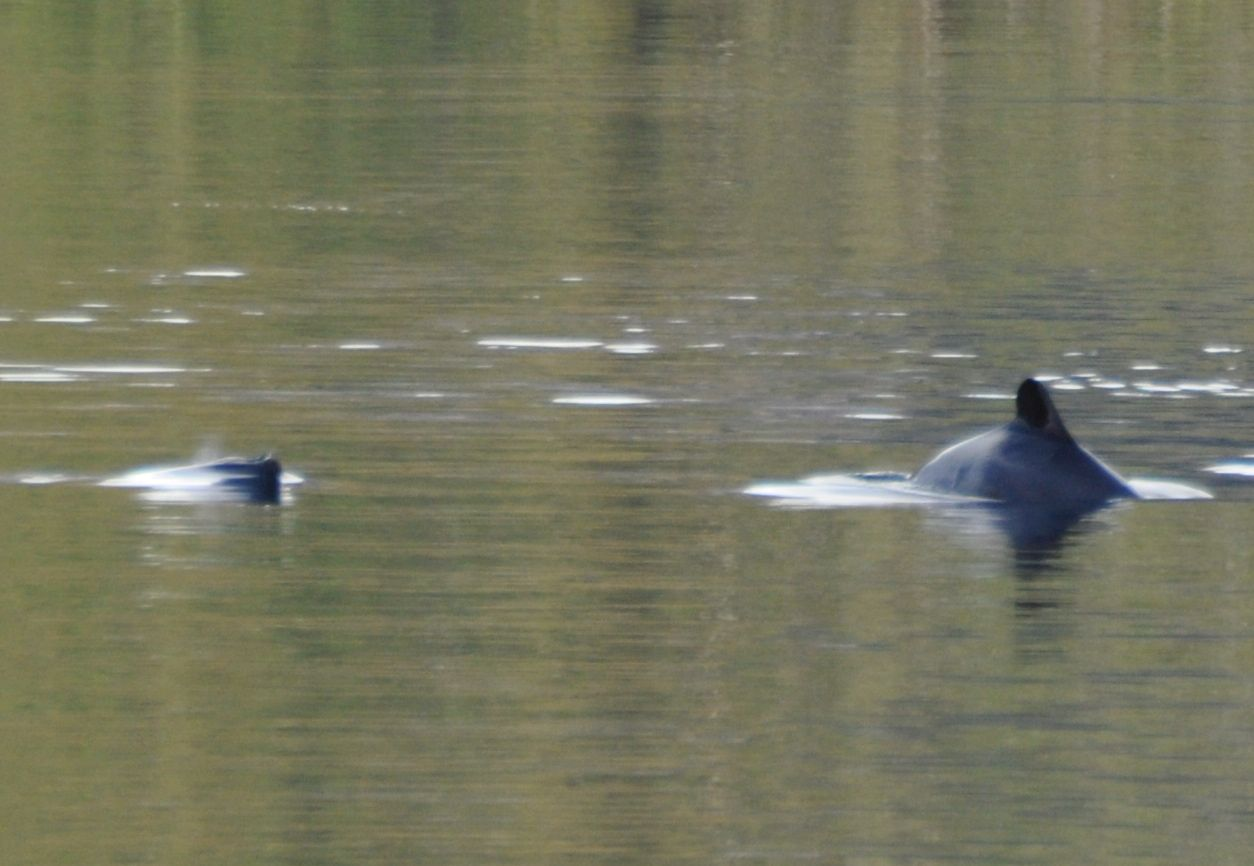
delfines chilenos.

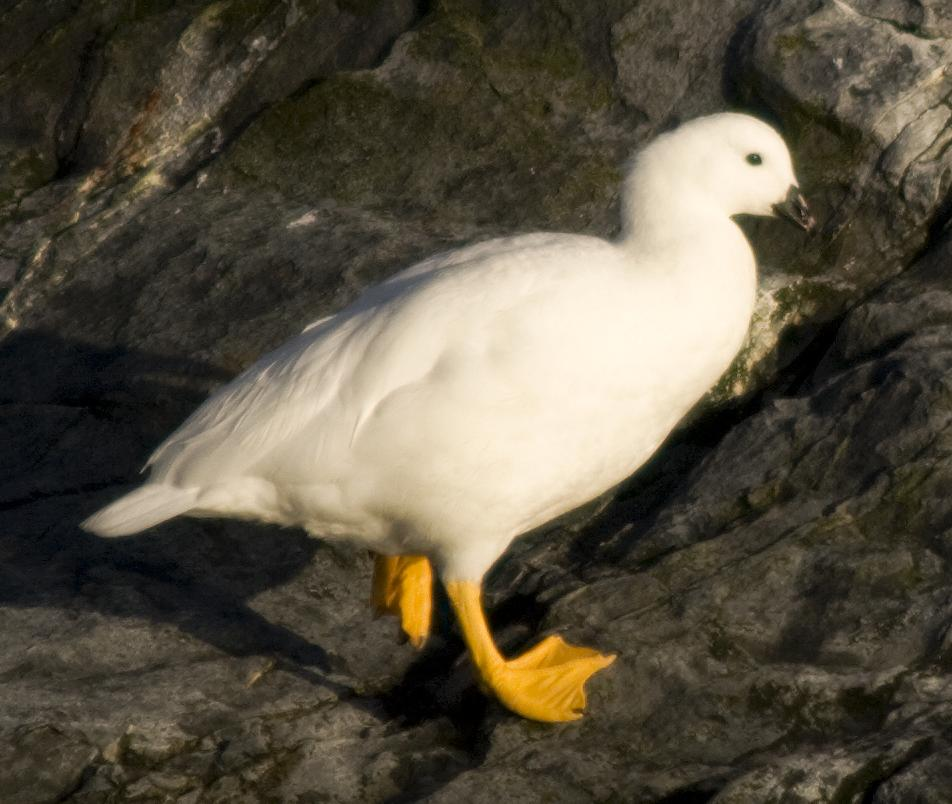
caranca o caiquén de mar.

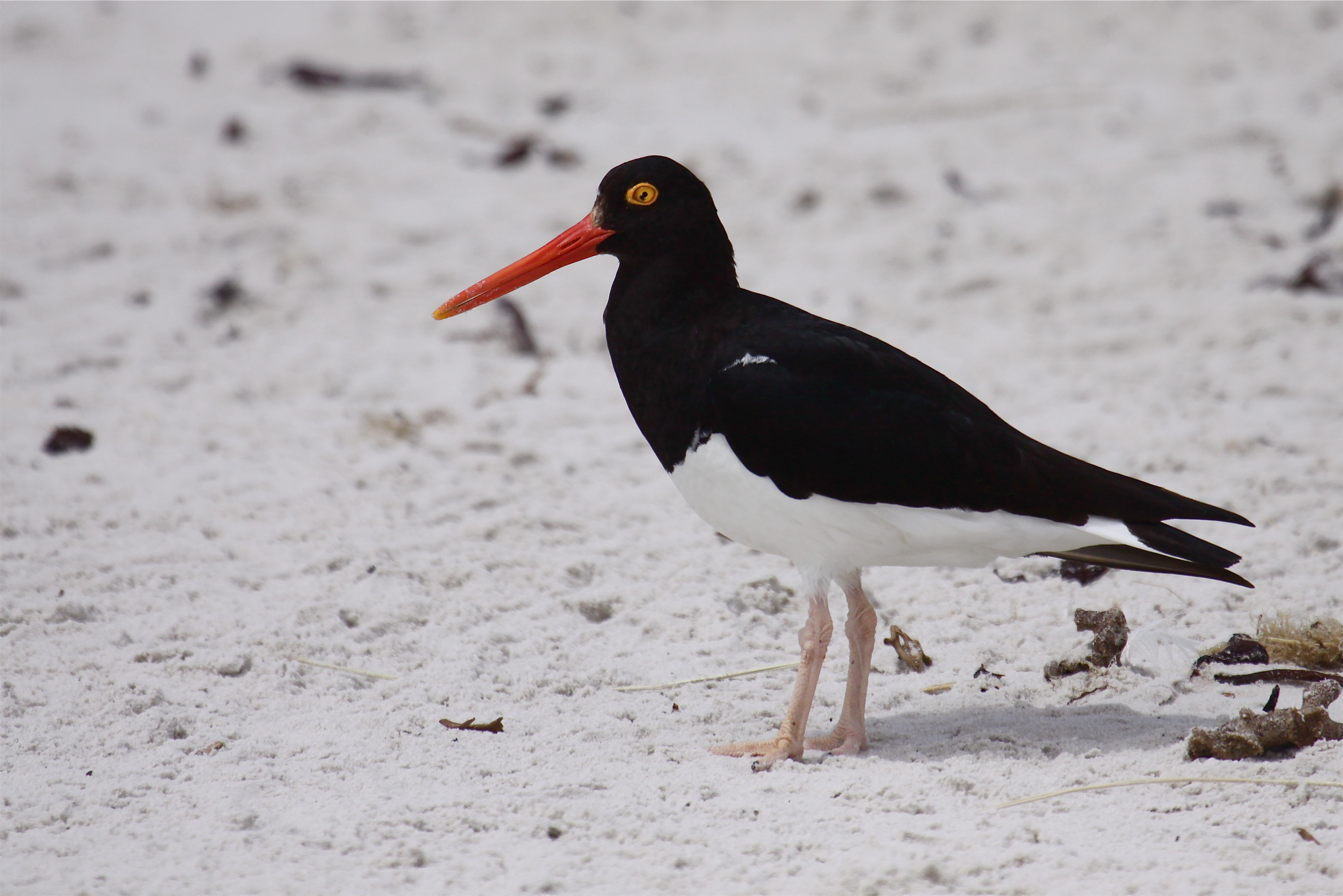
pilpilén austral.

## Toponimia
El lugar fue bautizado Bahía Nassau, en 1624 por el explorador y almirante holandés Jacques L'Hermite, comandante de una escuadra holandesa también denominada "Flota de Nassau", en honor de Mauricio de Nassau, estatúder de la parte norte de los Países Bajos entre 1584 y 1625, hijo de Guillermo de Orange-Nassau. Ambos, Mauricio de Nassau y su padre, fueron líderes importantes de los independentistas holandeses durante la Guerra de los 80 años en contra de las fuerzas españolas de ocupación. En este contexto, la "Flota de Nassau", que cartografió la Bahía Nassau y otras áreas circundantes, tenía como objetivo principal atacar los territorios españoles en el Virreinato del Perú.

## Características geográficas
Mapa de la bahía
El largo —oeste-este— de bahía Nassau es de aproximadamente 100 km; su ancho —norte-sur— es de unos 26 km. Su centro se encuentra en las coordenadas: 55°22'49.08"S 67°34'17.55"O.

### Localización
Por el norte baña las costas australes de la isla Navarino, y el extremo sudoeste de la isla Lennox. Por el oeste se adentra en senos, golfos, y bahías del sudeste de la isla Hoste, en las penínsulas Pasteur y Hardy. Hacia el sur bordea las costas de la península Hardy, y el archipiélago de las Wollaston, en costas del norte de las islas Grevy, Bayly, Wollaston, Freycinet, etc, pertenecientes al Parque nacional Cabo de Hornos. Por el este el límite no es neto, cubriendo las aguas de las islas Terhalten y Sesambre, fundiéndose con el mar de la Zona Austral.

### Islas interiores
A pesar de su gran tamaño, son relativamente pocas las islas interiores. Próximos a su borde sur se sitúan los islotes Doedalus, Hazeltine, etc. Cercana a su costa norte se encuentra la isla Scott. La isla interior más característica se ubica en su porción occidental, es la isla Vauverlandt, a mitad de camino entre la península Hardy y la isla Navarino.

### Conexiones con otros cuerpos marítimos
Las conexiones de bahía Nassau con otros cuerpos marítimos se producen mediante enormes pasos o angostos canales. La mayor intercomunicación se produce en la zona oriental, donde una amplia boca en forma de embudo de 50 km de ancho la funde con el mar de la Zona Austral. Hacia el noreste, el paso Goree la interconecta con la bahía Oglander y las aguas del extremo oriental del canal Beagle. Hacia el noroeste, el canal Murray —entre la isla Navarino y la isla Hoste— la vincula con el tramo medio del canal Beagle, vía el seno Ponsonby. Hacia el sur, entre la península Hardy y la isla Grevy se abre una enorme brecha —de 14,5 km en su parte más estrecha— que la comunica con las aguas abiertas del océano Pacífico Sur.

### Bahías, penínsulas, cabos
Son incontables las bahías, penínsulas, cabos, etc. incluidas en la bahía Nassau:
Bahías, golfos y senosbahía Windhond, bahía Tekenika, bahía Courcelle Seneuil, bahía Gretton, bahía Orange, bahía Scotchwell, bahía Packsaddle, bahía Concepción, bahía Navidad, seno Ponsonby, seno Grandi, etc.
Penínsulaspenínsula Harvey, península Hardy, península Pasteur, península Courrejolles, etc.
Cabos y puntascabo Webley, cabo Hall, cabo Ross, punta Guanaco, punta Mary, etc.

### Clima
En la bahía Nassau, la temperatura media anual es de 6 °C, con escasa oscilación térmica anual. Las precipitaciones, que en invierno suelen ser en forma de nieve, están repartidas equitativamente a lo largo del año sumando un total que ronda los 550 mm, pero, si bien parecerían exiguas, a causa de la constante temperatura baja se tornan suficientes para convertir a la bahía Nassau en una zona de clima húmedo; también ayuda para ello el alto promedio de días con alguna precipitación, siendo también alto el número de días nublados o brumosos. Puede haber nevadas en cualquier época del año, aunque son particularmente copiosas en el invierno austral.
Fuertes vientos desde el cuadrante oeste, originados en el Pacífico, suelen azotar a la bahía Nassau durante buena parte del año.
En la clasificación climática de Köppen, el clima de la bahía Nassau es del tipo templado, húmedo todo el año, y con verano frío «Cfc». Este clima es llamado también: clima oceánico frío, o subpolar oceánico. Según otros autores es una variante fría del «patagónico húmedo».

### Flora
Sus aguas son notables por poseer bosques sumergidos de cachiyuyos gigantes (Macrocystis pyrifera), una alga parda de enormes proporciones, la cual sostiene una rica biodiversidad marina.
Fitogeográficamente, buena parte de las riberas de las islas que rodean a la bahía Nassau se insertan en dos distritos de la Provincia fitogeográfica Subantártica. En los sectores con alguna protección se encuentran bosques del Distrito fitogeográfico Subantártico del Bosque Caducifolio, presentando como especies características a la lenga (Nothofagus pumilio), el ñirre (Nothofagus antarctica), el notro (Embothrium coccineum), etc. En sectores más húmedos, y de baja altitud hacia su extremo noroccidental se presenta el Distrito fitogeográfico Subantártico Magallánico, presentando como especies características al guindo o cohiue de Magallanes (Nothofagus betuloides), el huayo (Maytenus magellanica), el canelo (Drimys winteri), etc.
Son frecuentes las comunidades de turbales en sectores empapados de aguas ácidas, las que junto con las temperaturas bajas, reducen al mínimo la acción de microorganismos descomponedores. Son dominados por distintas especies, destacando los musgos, los cuales forman una densa capa superficial. En la mayor parte de las riberas australes se presentan la tundra magallánica y los arbustales magallánicos.
La bahía es parte de la «Reserva de Biosfera Cabo de Hornos».

### Fauna
Las aguas de la bahía Nassau cuentan con especies faunísticas típicas del sudeste del océano Pacífico. En sus aguas y costas se encuentran albatros (Diomedeidae), gaviotas australes (Larus scoresbii), patos vapor del Pacífico (Tachyeres pteneres), carancas o caiquenes de mar (Chloephaga hybrida), pilpilenes australes (Haematopus leucopodus), cormoranes imperiales (Leucocarbo atriceps), petreles (Procellariidae), lobos marinos de un pelo (Otaria flavescens) y de dos pelos (Arctocephalus australis) y, posiblemente, alguna nutria marina o chungungo (Lontra felina).

## Historia

### Primeros habitantes de la bahía Nassau

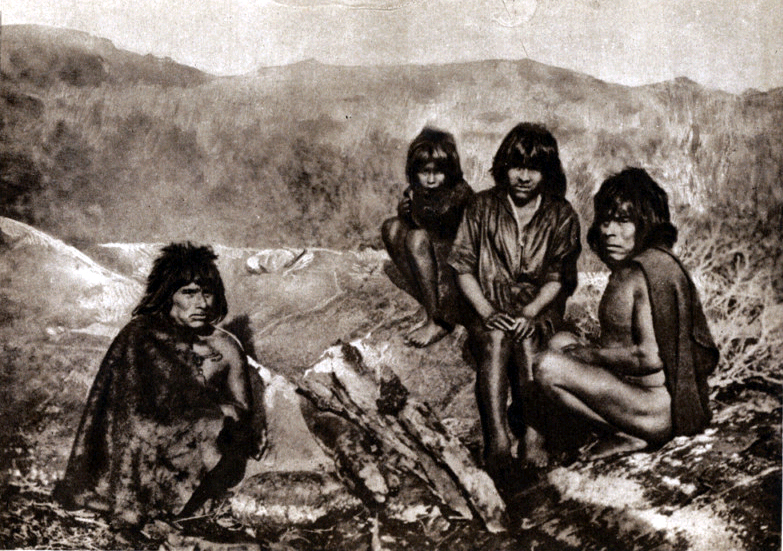
Familia yámana; los habitantes originales de la bahía Nassau y sus inmediaciones.

La bahía Nassau era frecuentada por los yámanas, su población original. Estos amerindios de cultura canoera, solían reguardarse en las caletas de las islas circundantes y trashumar por los numerosos fiordos y archipiélagos ubicados del Canal Beagle al sur.

### Primer encuentro con occidentales

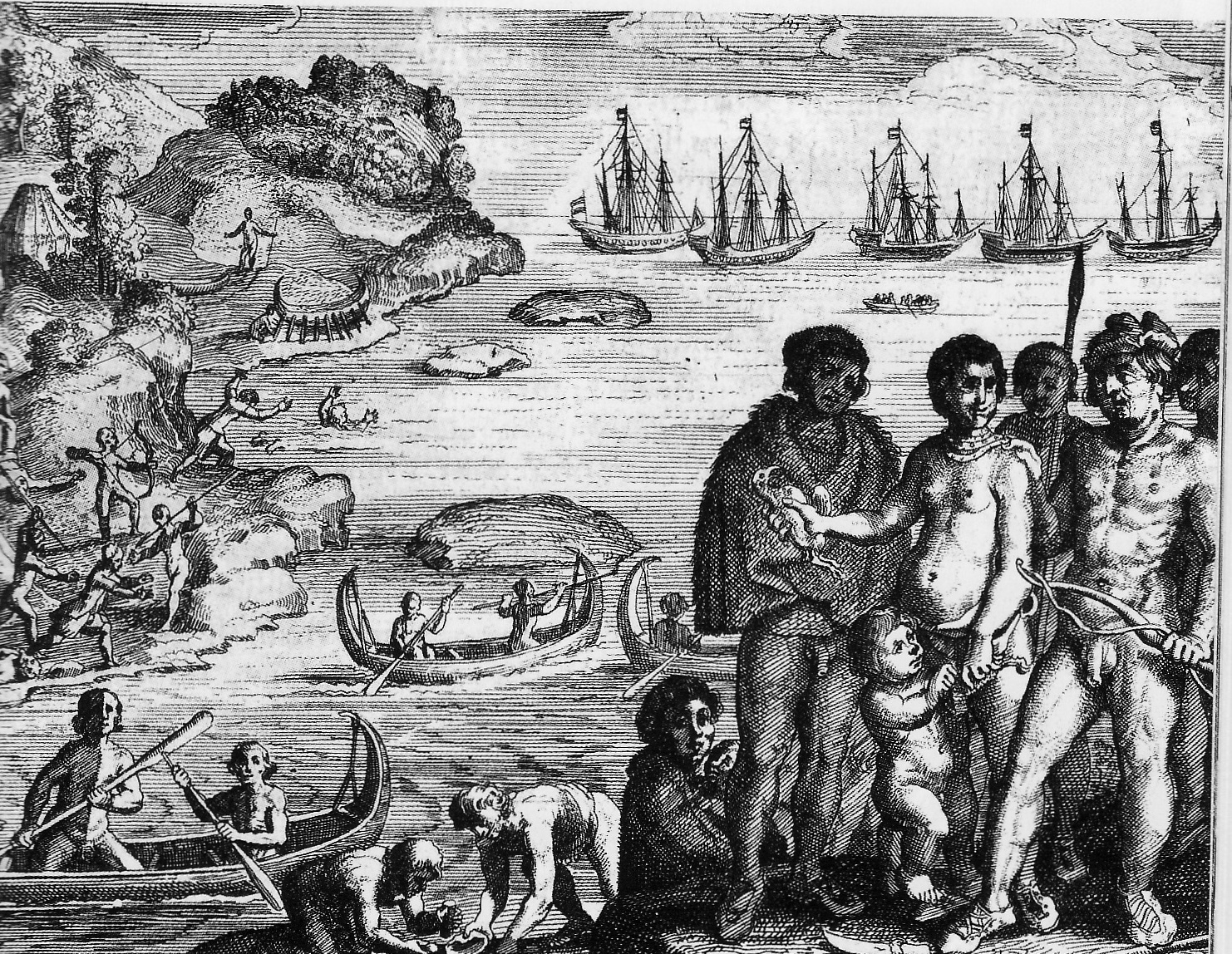
Grabado holandés de 1631 que representa el encuentro entre la escuadra comandada por Jacques L'Hermite y los yámanas en Bahía Nassau.

Desde el punto de vista europeo la bahía habría sido descubierta en 1624 por el almirante holandés Jacques L'Hermite, quien cartografió la zona, al mando de 11 buques de guerra de la llamada Flota de Nassau (denominada así, al igual que la descubierta bahía, en  honor a Mauricio de Nassau). L'Hermite arribó al área cuando se dirigía con sus navíos a atacar las posesiones españolas del Virreinato del Perú. Esta exploración es el primer registro europeo que establece que el ya conocido Cabo de Hornos no es parte de Tierra del Fuego, sino que se ubica en un grupo de islas (Islas L'Hermite) situado al sur de la Bahía Nassau. Esta expedición dejó su huella también en diversos toponímicos que circundan la Bahía Nassau, como la Bahía Windhond (Isla Navarino), o la Bahía Orange (Península Hardy, Isla Hoste).
La mencionada expedición de L'Hermite también sostuvo el primer encuentro registrado entre europeos y los habitantes yaganes o yámana, el 22 de febrero de ese año de 1624. Este encuentro no resultó amistoso. Por el contrario, se resolvió al día siguiente con un ataque a un grupo de tripulantes holandeses que había tenido que pasar la noche en una playa. Este asalto yámana resultó en la muerte de 17 expedicionarios europeos.

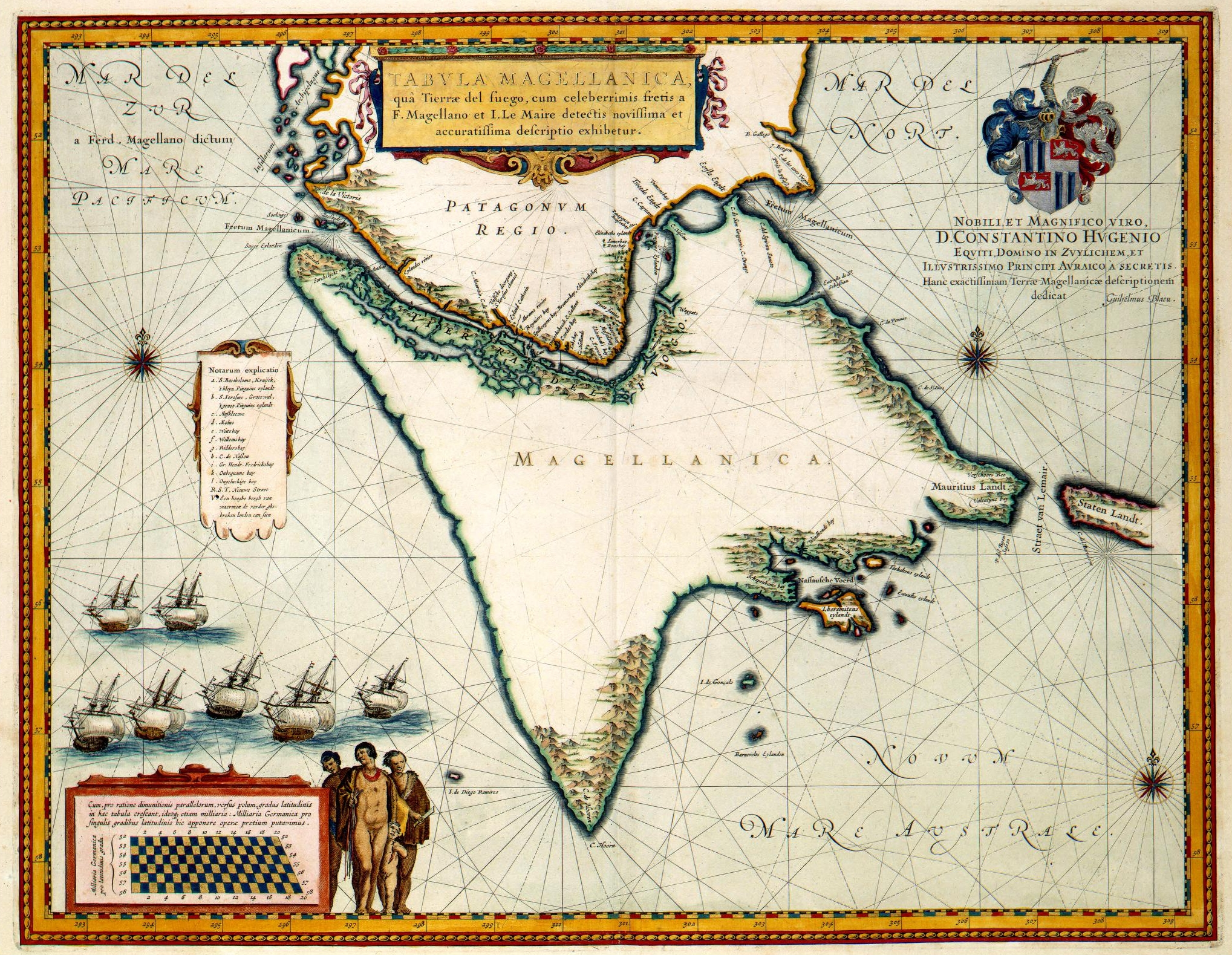
Tabula Magellanica de 1635, que muestra la Bahía Nassau (denominada aquí Nassausche Voerd) y otros descubrimientos de la expedición de L'Hermite en 1624, pero que confunde la posición del Cabo de Hornos respecto a las Islas L'Hermite y la ubicación de otras islas menores.

El primer documento escrito que describe al pueblo yámana, el llamado "Informe Schapenham", fue elaborado por el vicealmirante Geen Huygen Schapenham como resultado de la exploración de Bahía Nassau, en el contexto del viaje de la flota de L'Hermite. Schapenham recorrió la Bahía Nassau por cinco días (21 al 25 de febrero de 1624) a bordo del patache Windhond, descubriendo la costa sur de la Isla Navarino, que creyó parte de Tierra del Fuego, pues no se había descubierto aún el Canal Beagle) También habría descubierto la vecina Isla Lennox, que en su informe llama Isla Terhalten y que no correspondería a la pequeña isleta que en las cartas modernas lleva ese nombre. El informe del vicealmirante es una descripción pormenorizada que trata diversos tópicos acerca de los yámanas, con los que Schapenham tomó contacto por primera vez al sur de Navarino, y que también revela el conocimiento de un clan rival en Lennox. El documento describe vestimenta, habitación, embarcaciones, aspecto físico, pintura corporal, armas, religiosidad, sociedad, costumbres y las disputas sostenidas entre clanes, entre otros temas. A la luz de este texto, se ha calificado al autor del informe como "culto" y "meticuloso".

### Otras exploraciones
En lo sucesivo el área sería reconocida por diversos marinos de naciones occidentales. En 1799 el almirantazgo británico publicó un derrotero del área que recopilaba la información de las expediciones de Frezier, Anson, Cook, La Perouse, Malaspina y Vancouver, que informaba que la bahía podía albergar una gran flota, siendo de fácil acceso y protegido de las habituales tormentas australes. En el mismo tono, Louis de Grandpré dejó registró en su diccionario geográfico de 1803, de que la bahía podía "contener las más numerosa de las flotas", al tiempo que advertía que la exploración de la misma debía ser hecha con cautela. El explorador francés Hyacinthe de Bougainville, que recorríó la zona en el curso de su viaje alrededor del mundo al mando de la fragata Thetis (1824-1826),  también dio cuenta de que diferentes zonas costeras de la bahía eran buenos anclajes. Por su parte,  
También ocurrieron después en el área otros encuentros de los yaganes con la cultura occidental, como el del bergantín HMS Beagle al mando de Robert Fitz Roy durante las décadas de 1820 y 1830. 

### Fiebre del oro
En 1888 fue descubierto oro al nororiente de esta bahía, lo que desató el interés económico por la región. A fines del siglo XIX la parte occidental de la bahía Nassau fue profusamente explorada y documentada por una expedición científica francesa a bordo de la nave Romanche. A principios del siglo XX, el oro se agotó y la zona quedó deshabitada.

### Conflicto limítrofe por la soberanía de la bahía Nassau
Las aguas orientales de la bahía Nassau —las posicionadas al este del meridiano del cabo de Hornos— incluyendo sus islas, fueron reclamadas por la Argentina, hecho que formó parte del Conflicto del Beagle. A fines de la década de 1970, como consecuencia de la tensión bélica entre la Argentina y Chile, se utilizó la bahía como refugio para naves de guerra por parte de la Armada de Chile. La resolución de la disputa ocurrió en 1984 con la firma del Tratado de Paz y Amistad, quedando de este modo la bahía Nassau definitivamente bajo soberanía chilena.

## Administración
La bahía Nassau es fiscalizada por la Armada de Chile mediante «Alcaldes de Mar» quienes están al mando de «Alcaldías de Mar». Las mismas pertenecen a la Tercera Zona Naval, «Distrito Naval Beagle» (DISNABE), con sede en Puerto Williams. Allí está el Puerto Base de los Patrulleros de Servicio General PSG 73 “Aspirante Isaza” y “Sibbald”, los cuales son los buques encargados de reaprovisionarlas de víveres y elementos básicos, generalmente cada 2 o 3 meses. También realizan mantenimiento de la infraestructura de las mismas, de la señalización marítima distribuida en la zona, al tiempo que fiscalizan los barcos pesqueros que se encuentran en sus aguas. Cada Alcalde de Mar vive junto a su grupo familiar por un período de un año. Su tarea principal es el resguardo de la soberanía chilena en la región, el control de las aguas jurisdiccionales y la salvaguarda y rescate de la vida humana en el mar.

## Vías de acceso
El puerto más cercano es Puerto Williams en el noreste de la isla Navarino. Desde allí, en cruceros o embarcaciones privadas, se puede acceder a la bahía Nassau vía paso Picton y paso Goree, como etapa intermedia en un viaje hacia el cabo de Hornos, el que es la principal atracción turística de las islas australes.